# Květoslava Jeriová-Pecková
Květoslava Jeriová-Pecková, née le 10 octobre 1956 à Studenec, est une ancienne fondeuse tchécoslovaque (d'origine slovaque).

## Palmarès

### Jeux olympiques
- Jeux olympiques de 1980 à Lake Placid (États-Unis) :
  -  Médaille de bronze en 5 km.
- Jeux olympiques de 1984 à Sarajevo (Yougoslavie) :
  -  Médaille d'argent en relais 4 × 5 km.
  -  Médaille de bronze en 5 km.

### Championnats du monde
- Championnats du monde 1982 à Oslo (Norvège) :
  -  Médaille de bronze en 10 km.

### Coupe du monde
- Meilleur classement au général : 3e en 1982 et 1983.
- 8 podiums dont 8 victoires en course.

#### Victoires individuelles
| Date             | Lieu          | pays                 | Compétition |
| ---------------- | ------------- | -------------------- | ----------- |
| 9 janvier 1982   | Klingenthal   | Allemagne de l'Est   | 10 km TC    |
| 15 janvier 1982  | La Bresse     | France               | 5 km TC     |
| 22 janvier 1982  | Furtwangen    | Allemagne de l'Ouest | 5 km TC     |
| 12 décembre 1982 | Val di Sole   | Italie               | 5 km        |
| 19 février 1983  | Kavgolovo     | Union soviétique     | 20 km       |
| 25 février 1983  | Falun         | Suède                | 10 km       |
| 9 décembre 1983  | Reit im Winkl | Allemagne de l'Ouest | 5 km        |
| 17 mars 1984     | Štrbské Pleso | Tchécoslovaquie      | 5 km        |

Légende :

TC = classique

TL = libre

MS = départ en masse

HS = départ avec handicap

PU = poursuite